# Itoshima-gun
Itoshima-gun (jap. 糸島郡) war ein Landkreis (gun) in der Präfektur Fukuoka in Japan. Benannt ist der Landkreis nach der gleichnamigen Halbinsel und Ebene bzw. den Vorläuferlandkreisen Ito und Shima der antiken Provinz Chikuzen.
Er hatte 2003 eine Fläche von 111,61 km², eine Einwohnerdichte von 279,30 Personen pro km² und insgesamt etwa 31.173 Einwohner.
Der Landkreis entstand am 26. Februar 1896 aus den unter dem Ritsuryō-Kodex gebildeten Landkreisen Ito-gun (怡土郡) und Shima-gun (志摩郡). Der Name von ersterem geht vermutlich auf den in den Weizhi Worenchuan (chinesisch 魏志倭人傳 / 魏志倭人传, W.-G. Wei-chih Wo-jen-chuan, jap. 魏志倭人伝, Gishi Wajinden, dt. „Aufzeichnungen von Wei: Leben der Menschen von Wa“) erwähnten Yayoi-zeitlichen Staat Ito zurück und zweiterer bedeutet wohl einfach nur Insel.
Am 1. Januar 2010 schlossen sich die letzten beiden Stadtgemeinden (machi) Nijō und Shima gemeinsam mit der kreisfreien Stadt Maebaru zur neuen Gemeinde Itoshima (Fukuoka) zusammen, wodurch der Landkreis aufhörte zu existieren.